# Публий Кальвизий Рузон (консул-суффект 79 года)
Публий Кальвизий Рузон (лат. Publius Calvisius Ruso) — римский политический деятель второй половины I века.
Рузон происходил из провинции Нарбонская Галлия. Его отцом был консул-суффект 53 года, носивший такое же имя, а братом — консул-суффект 84 года Публий Кальвизий Рузон Юлий Фронтин. В 79 году Рузон занимал должность консула-суффекта. В 92/93 году он находился на посту проконсула провинции Азия. Дальнейшая его биография не известна.